# سوماتا
سوماتا (به ژاپنی: 素股) (به انگلیسی: Sumata) اصطلاحی ژاپنی برای نوعی آمیزش غیر دخولی است که در فاحشه‌خانه‌های ژاپن محبوب است.
سوماتا آمیزشی غیر دخولی‌ای است که توسط زنی که در فاحشه‌خانه فعالیت دارد بر روی مشتری مرد انجام می‌گیرد به‌طوریکه زن آلت تناسلی مرد را توسط دست‌ها لبه‌های واژن یا ران خود نوازش می‌کند. هدف از این کار رساندن مرد به ارگاسم بدون انجام دخول است.